# Kristianstad södra
Kristianstad södra var en järnvägsstation på linjen Kristianstad - Åhus, före detta CÅJ.
Kristianstad Södra planerades aldrig som station på CÅJ, utan har uppstått som trafikplats, som öppnades 1889, på grund av de anslutande spår som utgick från platsen. Från Kristianstad Södra gick spår till Yllefabriken, Ringlinjen, en bana som anlades för byggandet av Östra Kasern och i princip omgärdade hela Kristianstad, samt spåranslutning till gasverket och intilliggande industrier. I bangårdens norra ände låg oljefabriken Merkantil.
En mindre hus i trä uppfördes som station, vilket fortfarande existerar på stationen, som idag disponeras av Kristianstads järnvägsmuseum, tillhörande Regionmuseet i Kristianstad.
Den del av bangården som fortfarande existerar används idag för uppställning av museifordon tillhörande både Museiföreningen Östra Skånes Järnvägar och järnvägsmuseet.

Kristianstad södra
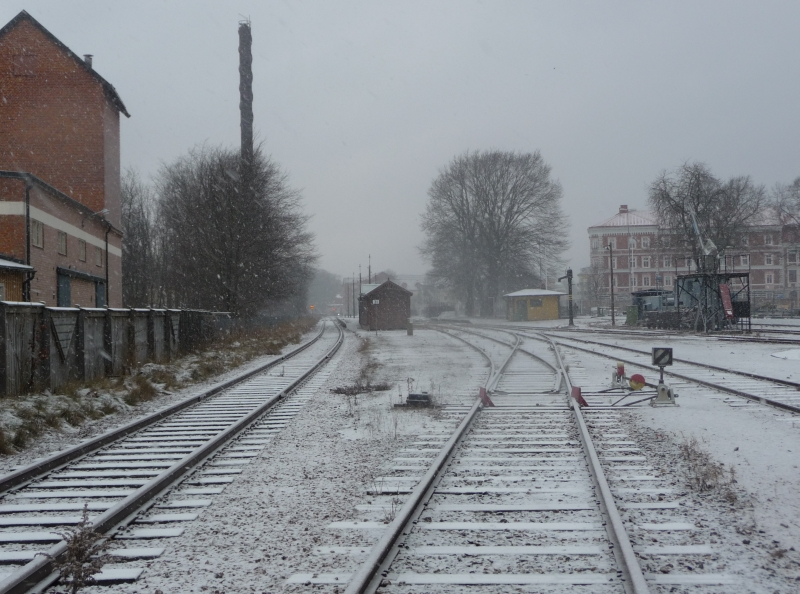
Infarten till Kristianstad södras bangård tillhörande järnvägsmueseet. Huvudspåret, till vänster i bild, kommer från Åhus och går till Kristianstad C. Bild mot norr
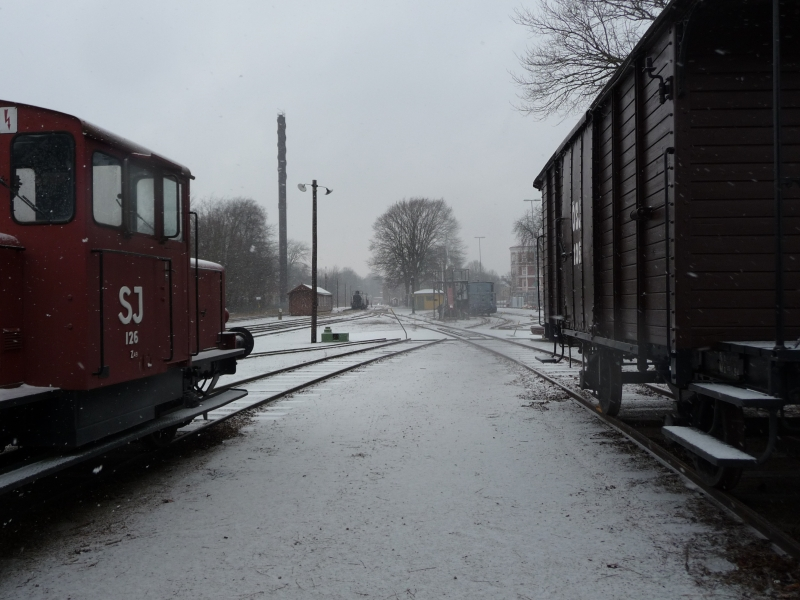
Vändskivan, sedd mellan z49 126 och ÖSJ 106. Vändskivan kommer ursprungligen från Hästveda. Bild mot norr.